# Lövvårtbitare
Lövvårtbitare (Leptophyes punctatissima) är en art i insektsordningen hopprätvingar som tillhör familjen vårtbitare. 

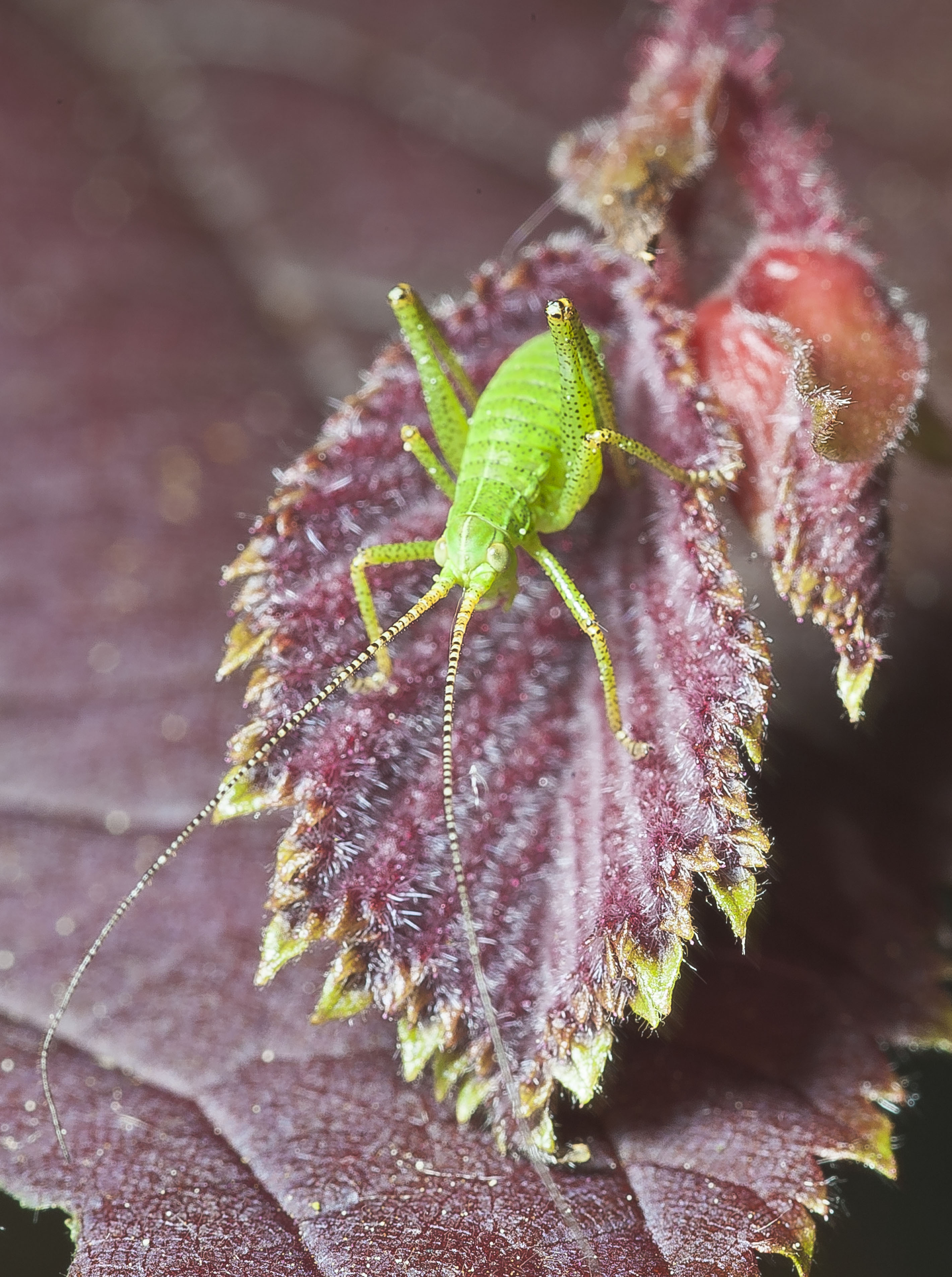
Liten nymf

## Kännetecken
Lövvårtbitaren är en ganska liten vårtbitare med en kroppslängd på omkring 9 till 17 millimeter. Kroppen är grönaktig och beströdd med små svarta punkter, ett av de mest utmärkande kännetecknen för arten. Hanen har korta vingar och honan saknar dem helt.

## Utbredning
Lövvårtbitaren finns i mellersta, västra och södra Europa. I Sverige finns den endast i den södra delen av landet.

## Levnadssätt
Lövvårtbitaren är en växtätare som gynnas av värme och föredrar soliga och skyddade habitat. Hanen stridulerar, det vill säga spelar, under natten för att locka till sig honor. Sången är svag och utgörs av korta och enkla ljud, närmast hörbara som ”sr”.